# Rekorde in den Billboard Hot 100
Dies ist eine Liste von Rekorden in den Billboard Hot 100.

## Lieder-Rekorde

### Meiste Wochen auf Platz 1
- 31 Wochen

Bing Crosby – White Christmas (1942) (Pre-Hot 100: “Best Sellers in Stores” chart)
- 19 Wochen

Lil Nas X feat. Billy Ray Cyrus – Old Town Road (2019)
Shaboozey – A Bar Song (Tipsy) (2024)
- 16 Wochen

Mariah Carey und Boyz II Men – One Sweet Day (1995–1996)
Luis Fonsi und Daddy Yankee feat. Justin Bieber – Despacito (2017)
Morgan Wallen – Last Night (2023)
- 14 Wochen

Whitney Houston – I Will Always Love You (1992)
Boyz II Men – I’ll Make Love to You (1994)
Los del Río – „Macarena“ (Bayside Boys Mix) (1996)
Elton John – Candle in the Wind 1997 / Something About the Way You Look Tonight (1997)
Mariah Carey – We Belong Together (2005)
The Black Eyed Peas – I Gotta Feeling (2009)
Mark Ronson feat. Bruno Mars – Uptown Funk! (2015)
- 13 Wochen

Gordon Jenkins & the Weavers – Goodnight, Irene (1950) (Pre-Hot 100: “Best Sellers in Stores” chart)
Boyz II Men – End of the Road (1992)
Brandy und Monica – The Boy Is Mine (1998)
- 12 Wochen

Tommy Dorsey – I’ll Never Smile Again (1940) (Pre-Hot 100: “Best Sellers in Stores” chart)
Artie Shaw – Frenesi (1940) (Pre-Hot 100: “Best Sellers in Stores” chart)
The Mills Brothers – Paper Doll (1943) (Pre-Hot 100: “Best Sellers in Stores” chart)
Ted Weems – Heartaches (1947) (Pre-Hot 100: “Best Sellers in Stores” chart)
Francis Craig – Near You (1947) (Pre-Hot 100: “Best Sellers in Stores” chart)
Santana feat. Rob Thomas – Smooth (1999)
Eminem – Lose Yourself (2002–2003)
Usher feat. Lil Jon und Ludacris – Yeah! (2004)
The Black Eyed Peas – Boom Boom Pow (2009)
Robin Thicke feat. Pharrell und T.I. – Blurred Lines (2013)
Wiz Khalifa feat. Charlie Puth – See You Again (2015)
The Chainsmokers feat. Halsey – Closer (2016)
Ed Sheeran – Shape of You (2017)
Mariah Carey – All I Want For Christmas Is You (2019)
- 11 Wochen

Vaughn Monroe – Ghost Riders in the Sky: Cowboys (1949) (Pre-Hot 100: “Best Sellers in Stores” chart)
Anton Karas – Harry Lime Theme (1950) (Pre-Hot 100: “Best Sellers in Stores” chart)
Johnnie Ray – Cry (1951) (Pre-Hot 100: “Best Sellers in Stores” chart)
Elvis Presley – Don’t Be Cruel (1956) (Pre-Hot 100: „Best Sellers in Stores“ und „Most Played in Jukeboxes“ charts)
All-4-One – I Swear (1994)
Toni Braxton – Un-Break My Heart (1996)
Puff Daddy und Faith Evans feat. 112 – I’ll Be Missing You (1997)
Destiny’s Child – Independent Women Part I (2000)
Drake – God’s Plan (2018)
Roddy Ricch – The Box (2020)
- 10 Wochen

Jimmy Dorsey – Amapola (Pretty Little Poppy) (1941) (Pre-Hot 100: “Best Sellers in Stores” chart)
The Ink Spots – The Gypsy (1946) (Pre-Hot 100: “Best Sellers in Stores” chart)
Vaughn Monroe – Ballerina (1947) (Pre-Hot 100: “Best Sellers in Stores” chart)
Dinah Shore – Buttons And Bows (1948) (Pre-Hot 100: “Best Sellers in Stores” chart)
Percy Faith & his Orchestra – Song From „Moulin Rouge“ (1953) (Pre-Hot 100: “Best Sellers in Stores” chart)
Kitty Kallen – Little Things Mean a Lot (1954) (Pre-Hot 100: “Best Sellers in Stores” chart)
The McGuire Sisters – Sincerely (1955) (Pre-Hot 100: „Most Played by Jockeys“ chart)
Pérez Prado – Cherry Pink and Apple Blossom White (1955) (Pre-Hot 100: “Best Sellers in Stores” chart)
Debby Boone – You Light Up My Life (1977)
Olivia Newton-John – Physical (1981)
Santana feat. The Product G&B – Maria Maria (2000)
Ashanti – Foolish (2002)
Nelly feat. Kelly Rowland – Dilemma (2002)
Kanye West feat. Jamie Foxx – Gold Digger (2005)
Beyoncé – Irreplaceable (2006)
Flo Rida feat. T-Pain – Low (2008)
Rihanna feat. Calvin Harris – We Found Love (2011–2012)
Pharrell Williams – Happy (2014)
Adele – Hello (2015–2016)
Drake feat. Wizkid und Kyla – One Dance (2016)
Drake – In My Feelings (2018)
- 9 Wochen

Bing Crosby – Swinging on a Star (1944) (Pre-Hot 100: “Best Sellers in Stores” chart)
Les Brown – Sentimental Journey (1945) (Pre-Hot 100: “Best Sellers in Stores” chart)
Perry Como – Till the End of Time (1945) (Pre-Hot 100: “Best Sellers in Stores” chart)
Peggy Lee – Mañana (Is Soon Enough For Me) (1948) (Pre-Hot 100: “Best Sellers in Stores” chart)
Patti Page – Tennessee Waltz (1950) (Pre-Hot 100: “Best Sellers in Stores” chart)
Les Paul und Mary Ford – How High the Moon (1951) (Pre-Hot 100: “Best Sellers in Stores” chart)
Les Paul und Mary Ford – Vaya con Dios (1953) (Pre-Hot 100: “Best Sellers in Stores” chart)
Kay Starr – Wheel of Fortune (1952) (Pre-Hot 100: “Best Sellers in Stores” chart)
Vera Lynn – Auf Wiedersehn Sweetheart (1952) (Pre-Hot 100: “Best Sellers in Stores” chart)
Bobby Darin – Mack the Knife (1959)
Percy Faith & his Orchestra – Theme from “A Summer Place” (1960)
The Beatles – Hey Jude (1968)
Kim Carnes – Bette Davis Eyes (1981)
Diana Ross und Lionel Richie – Endless Love (1981)
Beyoncé feat. Sean Paul – Baby Boy (2003)
50 Cent – In da Club (2003)
OutKast – Hey Ya! (2004)
50 Cent feat. Olivia – Candy Shop (2005)
Mario – Let Me Love You (2005)
Kesha – Tik Tok (2010)
Carly Rae Jepsen – Call Me Maybe (2012)
Maroon 5 – One More Night (2012)
Lorde – Royals (2013)
Rihanna feat. Drake – Work (2016)

### Meiste Wochen auf Platz 2
- 12 Wochen

Nat King Cole – Mona Lisa (1950) eine Woche bevor und elf Wochen nachdem die Single fünf Wochen auf Platz 1 verbrachte
- 11 Wochen

Whitney Houston – Exhale (Shoop Shoop) (1995) nachdem die Single eine Woche auf Platz 1 verbrachte
Olivia Rodrigo – Good 4 U (2021) nachdem die Single eine Woche auf Platz 1 verbrachte
- 10 Wochen

Foreigner – Waiting for a Girl Like You (1981)
Missy Elliott – Work It (2002)
- 9 Wochen

Leroy Anderson – Blue Tango (1952) acht Wochen bevor und eine Woche nachdem die Single fünf Wochen auf Platz 1 verbrachte
Coolio feat. L.V. – Gangsta’s Paradise (1995) eine Woche bevor und acht Wochen nachdem die Single drei Wochen auf Platz 1 verbrachte
Mariah Carey – Always Be My Baby (1996) vier Wochen bevor und fünf Wochen nachdem die Single zwei Wochen auf Platz 1 verbrachte
Donna Lewis – I Love You Always Forever (1996)
Shania Twain – You’re Still the One (1998)
Lady Gaga – Poker Face (2009) eine Woche bevor und acht Wochen nachdem die Single eine Woche auf Platz 1 verbrachte
Justin Bieber – Sorry (2015–2016) acht Wochen bevor und eine Woche nachdem die Single drei Wochen auf Platz 1 verbrachte
Billie Eilish – Bad Guy (2019) bevor die Single eine Woche auf Platz 1 verbrachte
- 8 Wochen

Shai – If I Ever Fall in Love (1992)
Deborah Cox – Nobody’s Supposed to Be Here (1998)
Brian McKnight – Back at One (1999)
Jennifer Lopez feat. Ja Rule – I’m Real (2001) zwei Wochen bevor und sechs Wochen nachdem die Single sechs Wochen auf Platz 1 verbrachte
OutKast feat. Sleepy Brown – The Way You Move (2004) bevor die Single eine Woche auf Platz 1 verbrachte
Mario Winans feat. P. Diddy und Enya – I Don’t Wanna Know (2004)
Chris Brown feat. Juelz Santana – Run It! (2005) vier Wochen bevor und vier Wochen nachdem die Single fünf Wochen auf Platz 1 verbrachte
LMFAO – Sexy and I Know It (2011) sieben Wochen bevor und eine Woche nachdem die Single zwei Wochen auf Platz 1 verbrachte
Macklemore & Ryan Lewis feat. Wanz – Thrift Shop (2013) eine Woche bevor der Song vier Wochen auf Platz eins verbrachte, danach fünf Wochen hinter Baauer's Harlem Shake und nochmals zwei Wochen, nachdem der Song zwei weitere Wochen auf Platz 1 verbrachte
Katy Perry – Roar (2013) zwei Wochen bevor und sechs Wochen nachdem die Single zwei Wochen auf Platz 1 verbrachte
Taylor Swift – Shake It Off (2014) nachdem die Single zwei Wochen auf Platz 1 verbrachte und während Meghan Trainor's All About That Bass alle acht Wochen auf Platz 1 verbrachte
Ed Sheeran – Thinking Out Loud (2015)
Future feat. Drake – Life Is Good (2020)
- 7 Wochen

Alicia Keys – No One (2007–2008) eine Woche bevor und sechs Wochen nachdem die Single fünf Wochen auf Platz 1 verbrachte
Psy – Gangnam Style (2012) während Maroon 5s One More Night alle sieben Wochen auf Platz 1 verbrachte
Meghan Trainor – All About That Bass (2014) zwei Wochen bevor und fünf Wochen nachdem die Single acht Wochen auf Platz 1 verbrachte
DJ Khaled feat. Rihanna und Bryson Tiller – Wild Thoughts (2017)
Post Malone feat. 21 Savage – Rockstar (2017) drei Wochen bevor und vier Wochen nachdem der Song acht Wochen an der Spitze verweilte

### Meiste Wochen in den Top Ten
- 63 Wochen - Teddy Swims - Lose Control (2024–2025)
- 57 Wochen – The Weeknd – Blinding Lights (2020–2021)
- 41 Wochen – Dua Lipa – Levitating (2021)
- 39 Wochen – Post Malone – Circles (2019–2020)
- 33 Wochen – Ed Sheeran – Shape of You (2017)
- 33 Wochen – Maroon 5 feat. Cardi B – Girls Like You (2018–2019)
- 33 Wochen – Post Malone und Swae Lee – Sunflower (2018–2019)
- 32 Wochen – LeAnn Rimes – How Do I Live (1997–1998)
- 32 Wochen – The Chainsmokers feat.  Halsey  – Closer (2016–2017)
- 32 Wochen – Travis Scott – Sicko Mode (2018–2019)
- 31 Wochen – Mark Ronson feat. Bruno Mars – Uptown Funk! (2014–2015)
- 30 Wochen – Santana feat. Rob Thomas – Smooth (1999–2000)
- 30 Wochen – Billie Eilish – Bad Guy (2019)
- 29 Wochen – LMFAO feat. Lauren Bennett & GoonRock – Party Rock Anthem (2011–2012)
- 29 Wochen – Halsey – Without Me (2018–2019)
- 28 Wochen – Jewel – Foolish Games / You Were Meant for Me (1997)
- 28 Wochen – Bruno Mars – That’s What I Like (2017)
- 26 Wochen – Savage Garden – Truly Madly Deeply (1997–1998)
- 25 Wochen – Chubby Checker – The Twist (1960 und 1962)
- 25 Wochen – Toni Braxton – Un-Break My Heart (1996–1997)
- 25 Wochen – Timbaland presents OneRepublic – Apologize (2007–2008)
- 25 Wochen – OneRepublic – Counting Stars (2013–2014)
- 24 Wochen – Usher feat. Lil Jon und Ludacris – Yeah! (2004)
- 24 Wochen – Gotye feat. Kimbra – Somebody That I Used to Know (2012)
- 24 Wochen – Justin Bieber – Love Yourself (2015–2016)
- 23 Wochen – Los del Río – „Macarena“ (Bayside Boys Mix) (1996–1997)
- 23 Wochen – Mariah Carey – We Belong Together (2005–2006)
- 23 Wochen – Rihanna feat. Calvin Harris – We Found Love (2011–2012)
- 23 Wochen – Carly Rae Jepsen – Call Me Maybe (2012)
- 23 Wochen – Lorde – Royals (2013–2014)
- 23 Wochen – John Legend – All of Me (2014)
- 23 Wochen – Ed Sheeran – Thinking Out Loud (2014–2015)
- 22 Wochen – Alicia Keys – No One (2007–2008)
- 22 Wochen – The Black Eyed Peas – I Gotta Feeling (2009–2010)
- 22 Wochen – Bruno Mars – Just the Way You Are (2010–2011)
- 22 Wochen – fun. feat. Janelle Monáe – We Are Young (2012)
- 22 Wochen – Katy Perry feat. Juicy J – Dark Horse (2014)
- 22 Wochen – Pharrell Williams – Happy (2014)
- 21 Wochen – OutKast feat. Sleepy Brown – The Way You Move (2003–2004)
- 21 Wochen – Maroon 5 feat. Christina Aguilera – Moves Like Jagger (2011–2012)
- 21 Wochen – Nicki Minaj – Starships (2012)
- 21 Wochen – Maroon 5 – One More Night (2012–2013)
- 21 Wochen – Macklemore & Ryan Lewis feat. Wanz – Thrift Shop (2013)
- 21 Wochen – Avicii feat. Aloe Blacc – Wake Me Up! (2013–2014)
- 21 Wochen – Maroon 5 – Sugar (2015)
- 21 Wochen – The Weeknd – The Hills (2015–2016)
- 21 Wochen – Justin Bieber – What Do You Mean? (2015–2016)
- 21 Wochen – Justin Bieber – Sorry (2015–2016)
- 20 Wochen – Alicia Keys – If I Ain’t Got You (2004)
- 20 Wochen – Katy Perry feat. Kanye West – E.T. (2011)
- 20 Wochen – Adele – Rolling in the Deep (2011–2012)
- 20 Wochen – Adele – Someone like You (2011–2012)
- 20 Wochen – Bruno Mars – Locked Out of Heaven (2012–2013)
- 20 Wochen – Imagine Dragons – Radioactive (2013)
- 20 Wochen – Robin Thicke feat. Pharrell und T.I. – Blurred Lines (2013)

### Meiste Wochen in den Hot 100
Aufgelistet sind alle Songs, die über 1 Jahr in den Billboard Hot 100 verbrachten.
- 92 Wochen

Teddy Swims - Lose Control (2024–2025)
- 91 Wochen

Glass Animals – Heat Waves (2021–2022)
- 90 Wochen

The Weeknd – Blinding Lights (2019–2021)
- 87 Wochen

Imagine Dragons – Radioactive (2012–2014)
- 79 Wochen

Awolnation – Sail (2012–2014)
- 77 Wochen

Dua Lipa – Levitating (2020–2022)
- 76 Wochen

Jason Mraz – I’m Yours (2008–2009)
- 70 Wochen

SZA – Snooze (2022–2024)
- 69 Wochen

LeAnn Rimes – How Do I Live (1997–1998)
- 68 Wochen

LMFAO feat. Lauren Bennett & GoonRock – Party Rock Anthem (2011–2012)
OneRepublic – Counting Stars (2013–2014)
- 66 Wochen

Zach Bryan – Something in the Orange (2022–2023)
- 65 Wochen

Adele – Rolling in the Deep (2010–2012)
Jewel – Foolish Games / You Were Meant for Me (1997–1998)
Sabrina Carpenter – Espresso (2024–2025)
- 64 Wochen

Carrie Underwood – Before He Cheats (2006–2007)
- 63 Wochen

The Kid Laroi & Justin Bieber – Stay (2021–2022)
- 62 Wochen

Lifehouse – You and Me (2005–2006)
The Lumineers – Ho Hey (2012–2013)
Morgan Wallen – You Proof (2022–2023)
- 61 Wochen

Imagine Dragons – Demons (2012–2014)
Post Malone – Circles (2019–2020)
Harry Styles – As It Was (2022–2023)
- 60 Wochen

Los del Río – „Macarena“ (Bayside Boys Mix) (1995–1997)
Lady Antebellum – Need You Now (2010–2011)
Morgan Wallen – Last Night (2023–2024)
- 59 Wochen

Gotye feat. Kimbra – Somebody That I Used to Know (2012–2013)
Ed Sheeran – Shape of You (2017–2018)
- 58 Wochen

Santana feat. Rob Thomas – Smooth (1999–2000)
The Fray – How to Save a Life (2005–2006)
Ed Sheeran – Thinking Out Loud (2014–2015)
- 57 Wochen

Creed – Higher (2000–2001)
Kings of Leon – Use Somebody (2009–2010)
Ellie Goulding – Lights (2011–2013)
Katy Perry feat. Juicy J – Dark Horse (2013–2014)
Ed Sheeran – Perfect (2017–2018)
Morgan Wallen – Wasted on You (2021–2023)
- 56 Wochen

Paula Cole – I Don’t Want to Wait (1998–1999)
Faith Hill – The Way You Love Me (2001–2002)
The Black Eyed Peas – I Gotta Feeling (2009–2010)
fun. – Some Nights (2012–2013)
Mark Ronson feat. Bruno Mars – Uptown Funk! (2014–2016)
Ed Sheeran – Bad Habits (2021–2022)
- 55 Wochen

Everything but the Girl – Missing (1996–1997)
Duncan Sheik – Barely Breathing (1997–1998)
Lonestar – Amazed (1999–2000)
Miley Cyrus – Flowers (2023–2024)
- 54 Wochen

Lifehouse – Hanging by a Moment (2001–2002)
matchbox twenty – Unwell (2004–2005)
Train – Hey, Soul Sister (2010–2011)
Florida Georgia Line feat. Nelly – Cruise (2012–2013)
Bailey Zimmerman – Rock and a Hard Place (2022–2023)
- 53 Wochen

Next – Too Close (1998–1999)
Faith Hill – Breathe (2000–2001)
3 Doors Down – Kryptonite (2000–2001)
Train – Drops of Jupiter (Tell Me) (2002–2003)
The Band Perry – If I Die Young (2010–2011)
Avicii feat. Aloe Blacc – Wake Me Up! (2013–2014)
John Legend – All of Me (2013–2014)
Walk the Moon – Shut Up and Dance (2014–2015)
Post Malone und Swae Lee – Sunflower (2018–2019)
Kendrick Lamar - Not Like Us (2024–2025)

### Einstieg als Nummer eins
- Michael Jackson – You Are Not Alone (2. September 1995)
- Mariah Carey – Fantasy (30. September 1995)
- Whitney Houston – Exhale (Shoop Shoop) (25. November 1995)
- Mariah Carey & Boyz II Men – One Sweet Day (2. Dezember 1995)
- Puff Daddy & Faith Evans feat. 112 – I’ll Be Missing You (14. Juni 1997)
- Mariah Carey – Honey (13. September 1997)
- Elton John – Candle in the Wind 1997 / Something About the Way You Look Tonight (11. Oktober 1997)
- Céline Dion – My Heart Will Go On (28. Februar 1998)
- Aerosmith – I Don’t Want to Miss a Thing (5. September 1998)
- Lauryn Hill – Doo Wop (That Thing) (14. November 1998)
- Céline Dion & R. Kelly – I’m Your Angel (5. Dezember 1998)
- Clay Aiken – This Is the Night (28. Juni 2003)
- Fantasia Barrino – I Believe (10. Juli 2004)
- Carrie Underwood – Inside Your Heaven (2. Juli 2005)
- Taylor Hicks – Do I Make You Proud (1. Juli 2006)
- Britney Spears – 3 (24. Oktober 2009)[3]
- Eminem – Not Afraid (22. Mai 2010)[4]
- Kesha – We R Who We R (13. November 2010)
- Britney Spears – Hold It Against Me (29. Januar 2011)
- Lady Gaga – Born This Way (26. Februar 2011)
- Katy Perry – Part of Me (5. März 2012)[5]
- Baauer – Harlem Shake (2. März 2013)
- Taylor Swift – Shake It Off (6. September 2014)
- Justin Bieber – What Do You Mean? (19. September 2015)
- Adele – Hello (14. November 2015)
- Zayn – Pillowtalk (20. Februar 2016)
- Justin Timberlake – Can’t Stop the Feeling! (28. Mai 2016)
- Ed Sheeran – Shape of You (28. Januar 2017)
- DJ Khaled feat. Justin Bieber, Quavo, Chance the Rapper & Lil Wayne – I’m the One (20. Mai 2017)
- Drake – God’s Plan (3. Februar 2018)
- Drake – Nice for What (21. April 2018)
- Childish Gambino – This Is America (19. Mai 2018)
- Ariana Grande – Thank U, Next (17. November 2018)
- Ariana Grande – 7 Rings (2. Februar 2019)
- Jonas Brothers – Sucker (16. März 2019)
- Travis Scott – Highest in the Room (13. Oktober 2019)
- Drake – Toosie Slide (18. April 2020)
- The Scotts (Travis Scott & Kid Cudi) – The Scotts (9. Mai 2020)
- Ariana Grande & Justin Bieber – Stuck with U (23. Mai 2020)
- Lady Gaga & Ariana Grande – Rain on Me (6. Juni 2020)
- 6ix9ine & Nicki Minaj – Trollz (27. Juni 2020)
- Taylor Swift – Cardigan (8. August 2020)
- Cardi B & Megan Thee Stallion – Wap (22. August 2020)
- BTS – Dynamite (5. September 2020)
- Travis Scott feat. Young Thug & M. I. A. – Franchise (10. Oktober 2020)
- Ariana Grande – Positions (7. November 2020)
- BTS – Life Goes On (5. Dezember 2020)
- Taylor Swift – Willow (26. Dezember 2020)
- Olivia Rodrigo – Drivers License (23. Januar 2021)
- Drake – What’s Next (20. März 2021)
- Justin Bieber feat. Daniel Caesar & Giveon – Peaches (3. April 2021)
- Lil Nas X – Montero (Call Me by Your Name) (10. April 2021)
- Polo G – Rapstar (24. April 2021)
- Olivia Rodrigo – Good 4 U (29. Mai 2021)
- BTS – Butter (5. Juni 2021)
- BTS – Permission to Dance (24. Juli 2021)
- Drake feat. Future & Young Thug – Way 2 Sexy (18. September 2021)
- Coldplay & BTS – My Universe (9. Oktober 2021)
- Adele – Easy on Me (30. Oktober 2021)
- Taylor Swift – All Too Well (Taylor’s Version) (27. November 2021)
- Harry Styles – As It Was (16. April 2022)
- Jack Harlow – First Class (23. April 2022)
- Future feat. Drake & Tems – Wait for U (14. Mai 2022)
- Drake feat. 21 Savage – Jimmy Cooks (2. Juli 2022)
- Nicki Minaj – Super Freaky Girl (27. August 2022)
- Taylor Swift - Anti-Hero (5. November 2022)
- Miley Cyrus - Flowers (28. Januar 2023)
- Jimin - Like Crazy (8. April 2023)
- Olivia Rodrigo - Vampire (15. Juli 2023)
- Jung Kook feat. Latto - Seven (29. Juli 2023)
- Oliver Anthony - Rich Men North of Richmond (26. August 2023)
- Zach Bryan feat. Kacey Musgraves - I Remember Everything (9. September 2023)
- Drake feat. SZA - Slime You Out (30. September 2023)
- Drake feat. J. Cole - First Person Shooter (21. Oktober 2023)
- Taylor Swift - Is It Over Now? (11. November 2023)
- Ariana Grande - Yes, And? (27. Januar 2024)
- Megan Thee Stallion - Hiss (10. Februar 2024)
- Ariana Grande - We Can’t Be Friends (Wait for Your Love) (23. März 2024)
- Metro Boomin & Future feat. Kendrick Lamar - Like That (6. April 2024)
- Taylor Swift feat. Post Malone - Fortnight (4. Mai 2024)
- Kendrick Lamar - Not Like Us (18. Mai 2024)
- Post Malone feat. Morgan Wallen - I Had Some Help (25. Mai 2024)
- Morgan Wallen - Love Somebody (2. November 2024)
- Kendrick Lamar - Squabble Up (7. Dezember 2024)

### Größter Sprung auf Platz 1
- 97–1 – Kelly Clarkson – My Life Would Suck Without You (7. Februar 2009)[6]
- 96–1 – Britney Spears – Womanizer (25. Oktober 2008)[7]
- 80–1 – T.I. feat. Rihanna – Live Your Life (18. Oktober 2008)[8]
- 78–1 – Eminem, Dr. Dre und 50 Cent – Crack a Bottle (21. Februar 2009)[9]
- 77–1 – Taylor Swift – Look What You Made Me Do (16. September 2017)
- 72–1 – Taylor Swift – We Are Never Ever Getting Back Together (1. September 2012)
- 71–1 – T.I. – Whatever You Like (6. September 2008)[10]
- 64–1 – Maroon 5 – Makes Me Wonder (12. Mai 2007)
- 60–1 – Rihanna feat. Drake – What's my Name? (20. November 2010)
- 58–1 – Flo Rida feat. Kesha – Right Round (28. Februar 2009)[11]
- 53–1 – Rihanna – Take a Bow (24. Mai 2008)[12]
- 53–1 – Taio Cruz feat. Ludacris – Break Your Heart (20. März 2010)[13]
- 53–1 – Taylor Swift feat. Kendrick Lamar – Bad Blood (6. Juni 2015)
- 52–1 – Kelly Clarkson – A Moment Like This (5. Oktober 2002)
- 51–1 – Usher feat. Young Jeezy – Love in This Club (15. März 2008)

### Größter Sprung in den Hot 100
- 100-2 (98 Plätze) – Taylor Swift feat. Brendon Urie – Me! (11. Mai 2019)
- 97–1 (96 Plätze) – Kelly Clarkson – My Life Would Suck Without You (7. Februar 2009)
- 96–1 (95 Plätze) – Britney Spears – Womanizer (25. Oktober 2008)
- 94–2 (92 Plätze) – Billie Eilish – Therefore I Am (28. November 2020)
- 94–3 (91 Plätze) – Beyoncé und Shakira – Beautiful Liar (7. April 2007)
- 94-4 (90 Plätze) – Maroon 5 feat. Cardi B – Girls like you (16. Juni 2018)
- 95–7 (88 Plätze) – Akon feat. Eminem – Smack That (14. Oktober 2006)
- 97–9 (88 Plätze) – Drake feat. Nicki Minaj – Make Me Proud (5. November 2011)
- 100–15 (85 Plätze) – A. R. Rahman und The Pussycat Dolls feat. Nicole Scherzinger – Jai Ho! (You Are My Destiny) (14. März 2009)
- 96–11 (85 Plätze) – Carrie Underwood – Cowboy Casanova (10. Oktober 2009)
- 85–2 (83 Plätze) – Katy Perry – Roar (31. August 2013)
- 86–4 (82 Plätze) – Zac Efron, Drew Seeley und Vanessa Hudgens – Breaking Free (11. Februar 2006)
- 93–12 (81 Plätze) – matchbox twenty – How Far We’ve Come (22. September 2007)
- 93–12 (81 Plätze) – Kygo und Selena Gomez – It Ain’t Me (11. März 2017)
- 100–19 (81 Plätze) – Lorde – Green Light (25. März 2017)
- 100–20 (80 Plätze) – Glee Cast – Poker Face (22. Mai 2010)
- 84–4 (80 Plätze) – Justin Timberlake feat. Jay-Z – Suit & Tie (2. Februar 2013)
- 84–5 (79 Plätze) – Fergie – London Bridge (12. August 2006)
- 80–1 (79 Plätze) – T.I. feat. Rihanna – Live Your Life (18. Oktober 2008)
- 78–1 (77 Plätze) – Eminem, Dr. Dre und 50 Cent – Crack a Bottle (21. Februar 2009)
- 85–9 (76 Plätze) – Lil Wayne feat. Static Major – Lollipop (12. April 2008)
- 77–1 (76 Plätze) – Taylor Swift – Look What You Made Me Do (16. September 2017)
- 91–16 (75 Plätze) – Shanice – When I Close My Eyes (3. April 1999)
- 92–18 (74 Plätze) – Jason Derulo – Don’t Wanna Go Home (11. Juni 2011)
- 84–10 (74 Plätze) – Wiz Khalifa feat. Charlie Puth – See You Again (18. April 2015)

### Größter Fall von Platz 1
- 1–45 (44 Plätze) – Jimin – Like Crazy (15. April 2023)
- 1–38 (37 Plätze) – Taylor Swift – Willow (2. Januar 2021)
- 1–34 (33 Plätze) – 6ix9ine und Nicki Minaj – Trollz (4. Juli 2020)
- 1–28 (27 Plätze) – BTS – Life Goes On (12. Dezember 2020)
- 1–25 (24 Plätze) – Travis Scott feat. Young Thug und M. I. A. – Franchise (17. Oktober 2020)
- 1–17 (16 Plätze) – The Weeknd – Heartless (21. Dezember 2019)
- 1–15 (14 Plätze) – Billy Preston – Nothing from Nothing (26. Oktober 1974)
- 1–15 (14 Plätze) – Dionne Warwick und The Spinners – Then Came You (2. November 1974)
- 1–13 (12 Plätze) – Ariana Grande und Justin Bieber – Stuck with U (30. Mai 2020)
- 1–12 (11 Plätze) – Simon & Garfunkel – The Sound of Silence (29. Januar 1966)
- 1–12 (11 Plätze) – Barry White – Can’t Get Enough of Your Love, Babe (28. September 1974)
- 1–12 (11 Plätze) – Andy Kim – Rock Me Gently (5. Oktober 1974)
- 1–12 (11 Plätze) – Stevie Wonder – You Haven’t Done Nothin’ (28. September 1974)
- 1–12 (11 Plätze) – Bachman-Turner Overdrive – You Ain’t Seen Nothing Yet (16. November 1974)
- 1–12 (11 Plätze) – John Lennon und Plastic Ono Band – Whatever Gets You Thru the Night (23. November 1974)
- 1–12 (11 Plätze) – The Scotts (Travis Scott & Kid Cudi) – The Scotts (16. Mai 2020)
- 1–12 (11 Plätze) – Coldplay & BTS – My Universe (16. Oktober 2021)
- 1–11 (10 Plätze) – Diana Ross – Theme from Mahogany (Do You Know Where You’re Going To) (31. Januar 1976)
- 1–10 (9 Plätze) – Phil Collins – Two Hearts (4. Februar 1989)

### Größter Fall innerhalb der Hot 100
- 19–99 (80 Plätze) – A$AP Ferg feat. Nicki Minaj und MadeinTYO – Move Ya Hips (22. August 2020)
- 17–96 (79 Plätze) – Javier Colon – Stitch by Stitch (23. Juli 2011)
- 21–99 (78 Plätze) – Jordan Smith – Somebody to love (2. Januar 2016)
- 16–93 (77 Plätze) – 5 Seconds of Summer – Amnesia (26. Juli 2014)
- 17–92 (75 Plätze) – Justin Bieber – Die in your arms (23. Juni 2012)
- 16–89 (73 Plätze) – Jonas Brothers – Pushin’ Me Away (9. August 2008)
- 13–86 (73 Plätze) – Justin Timberlake und Matt Morris feat. Charlie Sexton – Hallelujah (20. Februar 2010)
- 21–94 (73 Plätze) – Justin Bieber – Never Let You Go (27. März 2010)
- 21–94 (73 Plätze) – Glee Cast – Empire State of Mind (16. Oktober 2010)
- 23–96 (73 Plätze) – Colbie Caillat – I Do (5. März 2011)
- 23–96 (73 Plätze) – Kanye West – On God (16. November 2019)
- 20–92 (72 Plätze) – The Beatles – The Beatles Movie Medley (5. Juni 1982)
- 23–94 (71 Plätze) – Taylor Swift – The Other Side of the Door (21. November 2009)

### Größter Fall aus den Hot 100
- Von Platz 1 – Mariah Carey – All I Want for Christmas Is You (11. Januar 2020)
- Von Platz 3 – Mariah Carey – All I Want for Christmas Is You (12. Januar 2019)
- Von Platz 9 – SoKo – We Might Be Dead By Tomorrow (5. April 2014)
- Von Platz 11 – Taylor Swift – Mean (13. November 2010)
- Von Platz 11 – One Direction – Diana (7. Dezember 2013)
- Von Platz 12 – One Direction – Midnight Memories (7. Dezember 2013)
- Von Platz 12 – Lady Gaga – Hair (11. Juni 2011)
- Von Platz 12 – Mariah Carey – All I Want for Christmas Is You (13. Januar 2018)
- Von Platz 13 – Taylor Swift – State of Grace (10. November 2012)
- Von Platz 13 – Justin Bieber – Heartbreaker (26. Oktober 2013)
- Von Platz 14 – Michael Jackson – Billie Jean (14. Juni 2014)†
- Von Platz 16 – Glee Cast – Toxic (23. Oktober 2010)
- Von Platz 17 – The Moody Blues – Nights in White Satin (2. Dezember 1972)
- Von Platz 17 – Wings – Junior’s Farm (25. Januar 1975)
- Von Platz 17 – Lana Del Rey – West Coast (3. Mai 2014)
- Von Platz 18 – Tommy James & the Shondells – Crimson and Clover (5. April 1969)
- Von Platz 18 – Christina Aguilera – The Christmas Song (Chestnuts Roasting on an Open Fire) (15. Januar 2000)
- Von Platz 18 – Kanye West feat. Cam’ron und Consequence – Gone (19. Oktober 2013)
- Von Platz 20 – The Mamas and the Papas – Dedicated to the One I Love (6. Mai 1967)
- Von Platz 20 – Dia Frampton – Inventing Shadows (23. Juli 2011)

### Meiste Wochen in den Charts vor dem Erreichen von Platz 1
- 59 Wochen – Glass Animals – Heat Waves (2021–2022)
- 35 Wochen – Mariah Carey – All I Want for Christmas Is You (2000–2019)
- 33 Wochen – Los del Río – „Macarena“ (Bayside Boys Mix) (1995–1996)[14]
- 31 Wochen – Lonestar – Amazed (1999–2000)
- 30 Wochen – John Legend – All of Me (2013–2014)
- 27 Wochen – Creed – With Arms Wide Open (2000)
- 26 Wochen – Vertical Horizon – Everything You Want (2000)
- 25 Wochen – UB40 – Red Red Wine (1984–1988)
- 24 Wochen – Lewis Capaldi – Someone You Loved (2019)
- 23 Wochen – Patti Austin und James Ingram – Baby, Come to Me (1982–1983)
- 23 Wochen – Sia feat. Sean Paul – Cheap Thrills (2016)
- 23 Wochen – Camila Cabello feat. Young Thug – Havana (2017–2018)
- 21 Wochen – Vangelis – Chariots of Fire (1981–1982)
- 21 Wochen – Lady Gaga feat. Colby O’Donis – Just Dance (2008–2009)
- 20 Wochen – OutKast feat. Sleepy Brown – The Way You Move (2003–2004)
- 20 Wochen – Adele – Set Fire to the Rain (2011–2012)

### Nummer-eins-Hits von zwei verschiedenen Interpreten
- Go Away Little Girl – Steve Lawrence (1963) und Donny Osmond (1971)
- The Loco-Motion – Little Eva (1962) und Grand Funk (1974)
- Please Mr. Postman – The Marvelettes (1961) und The Carpenters (1975)
- Venus – Shocking Blue (1970) und Bananarama (1986)
- Lean on Me – Bill Withers (1972) und Club Nouveau (1987)
- You Keep Me Hangin’ On – The Supremes (1966) und Kim Wilde (1987)
- When a Man Loves a Woman – Percy Sledge (1966) und Michael Bolton (1991)
- I’ll Be There – The Jackson Five (1970) und Mariah Carey (1992)
- Lady Marmalade – Patti LaBelle (1975) und Christina Aguilera feat. Lil’ Kim, Mýa und P!nk (2001)

### Nicht-englischsprachige Nummer-eins-Hits
- Auf Wiederseh’n Sweetheart von Vera Lynn (Englisch/Deutsch – 12. Juli 1952 für 9 Wochen)
- Nel Blu Dipinto Di Blu (Volare) von Domenico Modugno (Italienisch – 1. September 1958 für 5 Wochen)
- Sukiyaki von Kyū Sakamoto (Japanisch – 15. Juni 1963 für 3 Wochen)
- Dominique von Sœur Sourire (Französisch – 7. Dezember 1963 für 4 Wochen)
- Rock Me Amadeus von Falco (Englisch/Deutsch – 29. März 1986 für 3 Wochen)
- La Bamba von Los Lobos (Spanisch – 29. August 1987 für 3 Wochen)
- „Macarena“ (Bayside Boys Mix) von Los del Río (Englisch/Spanisch – 3. August 1996 für 14 Wochen)
- Harlem Shake von Baauer (Englisch/Spanisch – 2. März 2013 für 5 Wochen)
- Despacito von Luis Fonsi und Daddy Yankee feat. Justin Bieber (Englisch/Spanisch – 27. Mai 2017 für 16 Wochen)
- Life Goes On von BTS (Koreanisch – 29. November 2020 für eine Woche)

## Künstler-Rekorde

### Zwei aufeinander folgende Nummer-eins-Hits
- Elvis Presley: Hound Dog / Don’t Be Cruel (11 Wochen) → Love Me Tender (5 Wochen) (27. Oktober 1956) („Best Sellers in Stores“ und „Most Played by Jockeys“ charts)
- The Beatles: I Want to Hold Your Hand (7 Wochen) → She Loves You (2 Wochen) (21. März 1964) → Can’t Buy Me Love (5 Wochen) (4. April 1964)
- Boyz II Men: I’ll Make Love to You (14 Wochen) → On Bended Knee (6 Wochen) (3. Dezember 1994)
- Puff Daddy: I’ll Be Missing You (Puff Daddy und Faith Evans feat. 112) (11 Wochen) → Mo Money Mo Problems (The Notorious B.I.G. feat. Puff Daddy und Mase) (2 Wochen) (30. August 1997)
- Ja Rule: Always on Time (Ja Rule feat. Ashanti) (2 Wochen) → Ain’t It Funny (Jennifer Lopez feat. Ja Rule) (6 Wochen) (9. März 2002)
- Nelly: Hot in Herre (7 Wochen) → Dilemma (Nelly feat. Kelly Rowland) (10 Wochen) (17. August 2002)
- OutKast: Hey Ya! (9 Wochen) → The Way You Move (OutKast feat. Sleepy Brown) (1 Woche) (14. Februar 2004)
- Usher: Yeah! (Usher feat. Lil Jon und Ludacris) (12 Wochen) → Burn (8 Wochen) (22. Mai 2004)
- Usher: Burn (1 Woche) → Confessions Part II (2 Wochen) (24. Juli 2004)
- T.I.: Whatever You Like (5 Wochen) → Live Your Life (T.I. feat. Rihanna) (1 Woche) (18. Oktober 2008)
- T.I.: Whatever You Like (2 Wochen) → Live Your Life (T.I. feat. Rihanna) (4 Wochen) (15. November 2008)
- The Black Eyed Peas: Boom Boom Pow (12 Wochen) → I Gotta Feeling (14 Wochen) (11. Juli 2009)*
- Taylor Swift: Shake It Off (2 Wochen) → Blank Space (7 Wochen) (23. November 2014)
- The Weeknd: Can’t Feel My Face (1 Woche) → The Hills (6 Wochen) (27. September 2015)
- Justin Bieber: Sorry (3 Wochen) → Love Yourself (1 Woche) (7. Februar 2016)
- Justin Bieber: I’m the One (DJ Khaled feat. Justin Bieber, Quavo, Chance the Rapper & Lil Wayne)(1 Woche) → Despacito (Remix) (Luis Fonsi & Daddy Yankee feat. Justin Bieber) (16 Wochen) (21. Mai 2017)
- Drake: God’s Plan (11 Wochen) → Nice for What (4 Wochen) (15. April 2018)
- Drake: Nice for What (1 Woche) → In My Feelings (10 Wochen) (15. Juli 2018)
- BTS: Butter (7 Wochen) → Permission to Dance (1 Woche) (18. Juli 2021)
- BTS: Permission to Dance (1 Woche) → Butter (2 Wochen) (25. Juli 2021)

 *The Black Eyed Peas (mit Boom Boom Pow und I Gotta Feeling) halten den Rekord für die meisten Wochen hintereinander mit 26 Wochen auf Platz 1. Usher (mit Yeah!, Burn und Confessions Part II) stand 23 Wochen hintereinander auf Platz 1. Außerdem ist Usher neben den Beatles der einzige Künstler, dem es jemals gelungen ist, drei aufeinanderfolgende Nummer-eins-Hits zu haben.

### Meiste Hot-100-Einträge
- Drake (231)
- Glee Cast (207)
- Lil Wayne (170)
- Elvis Presley (138)
- Taylor Swift (129)
- Future (121)
- Nicki Minaj (114)
- Kanye West (109)
- Jay-Z (100)
- Chris Brown (99)
- Justin Bieber (98)
- Michael Jackson (mit The Jackson Five) (95)
- James Brown (91)
- Eminem (90)
- Beyoncé (mit Destiny’s Child und The Carters) (84)
- Ray Charles (75)
- Travis Scott (73)
- The Beatles (72)
- Elton John (67)
- Quavo (mit Migos und Huncho Jack) (66)

### Meiste Top-40-Hits
- Elvis Presley (104)
- Drake (101)
- Lil Wayne (82)
- Michael Jackson (mit The Jackson Five) (65)
- Elton John (57)
- Kanye West (56)
- Nicki Minaj (55)
- Eminem (51)
- The Beatles (51)
- Glee Cast (50)
- Jay-Z (50)
- Madonna (49)
- Stevie Wonder (45)

### Meiste Top-10-Singles
- Rihanna (44)
- Drake (44)
- Michael Jackson (mit The Jackson Five) (44)
- Elvis Presley (42)
- Madonna (38)
- The Beatles (37)
- Janet Jackson (33)
- Mariah Carey (28)
- Stevie Wonder (27)
- Elton John (27)
- The Rolling Stones (23)
- Whitney Houston (23)
- The Supremes (20)

### Meiste Nummer-eins-Hits
- Elvis Presley (21) (Vor-Hot 100 Charts und Hot 100)
- The Beatles (20)
- Mariah Carey (19)
- Michael Jackson (mit The Jackson Five) (18)
- Rihanna (14)
- Madonna (12)
- The Supremes (12)
- Beyoncé (mit Destiny’s Child) (11)
- Whitney Houston (11)
- Stevie Wonder (10)
- Janet Jackson (10)
- Bee Gees (9)
- Elton John (9)
- Usher (9)
- Katy Perry (9)

### Meiste Wochen auf Platz 1
82 – Mariah Carey
79 – Elvis Presley (Vor-Hot 100 Charts)
60 – Rihanna
59 – The Beatles
50 – Boyz II Men
50 – Drake
47 – Usher
37 – Michael Jackson
36 – Beyoncé
34 – Elton John
33 – Janet Jackson
33 – Katy Perry
32 – Madonna
31 – Whitney Houston
28 – The Black Eyed Peas
27 – Bee Gees
25 – Pharrell Williams
23 – Nelly
22 – Alicia Keys
22 – 50 Cent
22 – Patti Page
22 – The Supremes
22 – Monica
22 – Jay-Z
22 – Santana
22 – George Michael
21 – Lionel Richie
20 – Christina Aguilera
20 – Jennifer Lopez
20 – Tony Bennett
20 – Perry Como
20 – Les Paul
20 – Mary Ford

### Meiste Nummer-eins-Hits in Folge
- 7 – Whitney Houston (1985–1988)[15]
- 6 – The Beatles (1964–1966)
- 6 – Bee Gees (1977–1979)
- 6 – Paula Abdul (1989–1991)
- 5 – Elvis Presley (1959–1961)
- 5 – Mariah Carey (1990–1991), (1995–1998)
- 5 – Rihanna (2010–2011)
- 5 – Michael Jackson (1987–1988)
- 5 – George Michael (1987–1988)
- 5 – The Supremes (1964–1965)
- 5 – Katy Perry (2010–2011)

### Meiste Nummer-zwei-Hits
- 7 – Michael Jackson (mit The Jackson Five)
- 6 – Madonna[16]
- 5 – Elvis Presley[16]
- 5 – The Carpenters
- 5 – Creedence Clearwater Revival

### Zwei Lieder in den Top 2
- Elvis Presley: 20. Oktober bis 3. November 1956

1. Hound Dog / Don’t Be Cruel
2. Love Me Tender („Best Sellers in Stores“ und „Most Played by Jockeys“ charts)

- The Beatles: Vom 22. Februar bis 25. April 1964 hielten die Beatles die ersten beiden Plätze in den Hot 100, mit verschiedenen Liedern. In manchen Wochen standen drei oder vier Lieder der Beatles auf den vorderen Plätzen, dies ist ein einmaliger Rekord. Am 4. April 1964 hielten die The Beatles die ersten fünf Plätze der Hot 100.[17] Der Höhepunkt der British Invasion war erreicht:

1. Can’t Buy Me Love
2. Twist and Shout
3. She Loves You
4. I Want to Hold Your Hand
5. Please Please Me

- Bee Gees: 18. März bis 15. April 1978

1. Night Fever
2. Stayin’ Alive

- Ashanti: 20. April bis 18. Mai 2002

1. Foolish
2. What's Luv? (Fat Joe & Ja Rule feat. Ashanti)

- Nelly: 10. August bis 31. August 2002

1. Hot in Herre
2. Dilemma (Die Lieder wechselten die Positionen am 17. August 2002)

- OutKast: 20. Dezember 2003 bis 7. Februar 2004

1. Hey Ya!
2. The Way You Move (OutKast feat. Sleepy Brown)

- Usher: 26. Juni bis 9. Juli 2004 und vom 17. Juli bis 23. Juli 2004

1. Confessions Part II
2. Burn

- 50 Cent: 16. April 2005

1. Candy Shop (50 Cent feat. Olivia)
2. Hate It or Love It (The Game feat. 50 Cent)

- Mariah Carey: 10. September 2005

1. We Belong Together
2. Shake It Off

- Akon: 2. Dezember 2006

1. I Wanna Love You (Akon feat. Snoop Dogg)
2. Smack That (Akon feat. Eminem)

14. April 2007
1. Don’t Matter
2. The Sweet Escape (Gwen Stefani feat. Akon)

- T.I.: 18. Oktober 2008 und vom 1. November bis 29. November 2008

1. Live Your Life (T.I. feat. Rihanna)
2. Whatever You Like (Die Lieder wechselten die Positionen einige Male)

- The Black Eyed Peas: 27. Juni[18] bis 18. Juli 2009[19]

1. Boom Boom Pow
2. I Gotta Feeling (Die Lieder wechselten die Positionen am 11. Juli 2009)

- Pharrell Williams: 29. Juni[20] bis 27. Juli 2013

1. Blurred Lines (Robin Thicke feat. Pharrell und T.I.)
2. Get Lucky (Daft Punk feat. Pharrell Williams)

- Iggy Azalea: 7. Juni bis 5. Juli 2014

1. Fancy (Iggy Azalea feat. Charli XCX)
2. Problem (Ariana Grande feat. Iggy Azalea)

- The Weeknd: 26. September 2015

1. Can’t Feel My Face
2. The Hills

- Justin Bieber: 6. Februar und 13. Februar 2016

1. Sorry
2. Love Yourself (Die Lieder wechselten die Positionen am 13. Februar 2016)

- Ariana Grande: Am 23. Februar 2019 monopolisierte Ariana Grande als erste weibliche Künstlerin die Top 3 der Billboard Hot 100. Dies gelang zuletzt nur den Beatles im Jahr 1964.[21]

1. 7 Rings
2. Break Up with Your Girlfriend, I’m Bored
3. Thank U, Next

- DaBaby: 11. Juli 2020 1. Rockstar (DaBaby feat. Roddy Ricch) 2. Whats Poppin (Remix) (Jack Harlow feat. DaBaby, Tory Lanez & Lil Wayne)

### Meiste Wochen ohne Unterbrechung in den Top Ten
- 69 Wochen – Katy Perry – California Gurls (feat. Snoop Dogg), Teenage Dream, Firework, E.T. (feat. Kanye West), Last Friday Night (T.G.I.F.) (2010–2011)
- 61 Wochen – The Chainsmokers – Don’t Let Me Down (feat. Daya), Closer (feat. Halsey), Something Just Like This (mit Coldplay) (2016–2017)
- 48 Wochen – Ace of Base – All That She Wants, The Sign, Don’t Turn Around (1993–1994)
- 46 Wochen – Rihanna – Love the Way You Lie (Eminem feat. Rihanna), Only Girl (In the World), What’s My Name? (feat. Drake), S&M (2010–2011)
- 45 Wochen – The Weeknd – Earned It, Can’t Feel My Face, The Hills (2015–2016)
- 42 Wochen – Santana – Smooth (feat. Rob Thomas), Maria Maria (feat. The Product G&B) (1999–2000)
- 41 Wochen – The Weeknd – Blinding Lights (2020)
- 41 Wochen – Mariah Carey – Fantasy, One Sweet Day (mit Boyz II Men), Always Be My Baby (1995–1996)
- 40 Wochen – Ludacris – Stand Up (feat. Shawnna) und Yeah! (Usher feat. Lil Jon und Ludacris) (2003–2004)
- 38 Wochen – Maroon 5 – Payphone (feat. Wiz Khalifa) und One More Night (2012–2013)

### Längster Zeitraum zwischen dem ersten und dem letzten Nummer-eins-Hit
- Cher – (33 Jahre und 7 Monate)

I Got You Babe (August 1965 mit Sonny Bono)
Believe (März 1999)
- Michael Jackson – (25 Jahre und 8 Monate)

I Want You Back (Januar 1970 als Mitglied von The Jackson Five)
You Are Not Alone (September 1995)
- Elton John – (24 Jahre und 8 Monate)

Crocodile Rock (Februar 1973)
Candle in the Wind 1997 / Something About the Way You Look Tonight (Oktober 1997)
- The Beach Boys – (24 Jahre und 4 Monate)

I Get Around (Juli 1964)
Kokomo (November 1988)
- George Harrison – (23 Jahre und 11 Monate)

I Want to Hold Your Hand (Februar 1964 als Mitglied von den The Beatles)
Got My Mind Set on You (Januar 1988)

### Künstler mit mehreren Liedern, die über ein Jahr in den Charts verbrachten
- Faith Hill

Breathe (53 Wochen)
The Way You Love Me (56 Wochen)
- Lifehouse

Hanging by a Moment (55 Wochen)
You and Me (62 Wochen)
- Imagine Dragons

Demons (54 Wochen)
Radioactive (87 Wochen)
- Ed Sheeran

Thinking Out Loud (58 Wochen)
Shape of You (59 Wochen)
Perfect (57 Wochen)

### Posthume Nummer-eins-Hits
- Otis Redding († 10. Dezember 1967) – (Sittin' On) The Dock of the Bay (16. März 1968)
- Janis Joplin († 4. Oktober 1970) – Me and Bobby McGee (20. März 1971)
- Jim Croce († 20. September 1973) – Time in a Bottle (29. Dezember 1973)
- John Lennon († 8. Dezember 1980) – (Just Like) Starting Over (27. Dezember 1980)
- The Notorious B.I.G. († 9. März 1997) – Hypnotize (3. Mai 1997) und Mo Money Mo Problems (30. August 1997)
- Soulja Slim († 26. November 2003) – Slow Motion (Juvenile feat. Soulja Slim) (7. August 2004)
- Static Major († 25. Februar 2008) – Lollipop (Lil Wayne feat. Static Major) (3. Mai 2008)
- XXXTentacion († 18. Juni 2018) – Sad! (24. Juni 2018)

## Produzenten mit den meisten Nummer-eins-Hits
- George Martin (23)
- Max Martin (22)
- Jimmy Jam (16)
- Terry Lewis (16)
- Steve Sholes (16)
- Mariah Carey (15)
- Sean Garrett (15)
- Barry Gibb (14)

## Songwriter mit den meisten Nummer-eins-Hits
- Paul McCartney (32)
- John Lennon (26)
- Max Martin (19)
- Mariah Carey (18)
- Barry Gibb (16)
- Brian Holland (15)
- Sean Garrett (15)

## Album-Rekorde
- Meiste Nummer-eins-Hits aus einem Album: Michael Jackson – Bad; Katy Perry – Teenage Dream[22] (5)
- Meiste Top-Ten-Hits aus einem Album: Taylor Swift – Midnights (10)
- Meiste Top-5-Hits aus einem Album: Janet Jackson – Rhythm Nation 1814 (7)
- Meiste Top-40-Hits aus einem Album: Taylor Swift – Fearless (13), Taylor Swift – Speak Now (14)
- Meiste aufeinanderfolgende Nummer-eins-Alben: The Beatles (8); The Rolling Stones (8); Elton John (7); Eminem (7); Dave Matthews Band (7); Beyoncé (6); Michael Jackson (5); DMX (5); Kanye West (5); Madonna (5); U2 (5); Wings (5); Linkin Park (5);
- Meiste aufeinanderfolgende Nummer-eins-Alben eines Künstlers zum Beginn einer Musikkarriere: DMX – It’s Dark and Hell Is Hot; Flesh of My Flesh, Blood of My Blood; … And Then There Was X; The Great Depression; Grand Champ (5)
- Meiste aufeinanderfolgende Nummer-eins-Alben einer Künstlerin zum Beginn einer Musikkarriere: Beyoncé – Dangerously in Love; B’Day; I Am … Sasha Fierce; 4; Beyoncé; Lemonade (6)